# Обер-Занкт-Файт (станція метро)
48°11′32″ пн. ш. 16°16′33″ сх. д. / 48.1923° пн. ш. 16.2759° сх. д.
«Обер-Занкт-Файт» (нім. Ober St. Veit) — станція Віденського метрополітену, розміщена на лінії U4 між станціями «Гюттельдорф» і «Унтер-Занкт-Файт».